# Pinyin
Pinyin (formelt Hànyǔ Pīnyīn) er det mest brugte transskriptionssystem fra den
kinesiske skrift brugt på standard mandarin til engelsk. Hanyu kan oversættes som hanfolkets sprog, og pinyin betyder fonetisk skrift.

## Anerkendelse
Pinyin blev formelt anerkendt i Folkerepublikken Kina 11. februar 1958.
I 1982 blev pinyin en ISO-standard.
Endelig har Taiwan anerkendt pinyin, gældende fra januar 2009.

## Anvendelse
Pinyin har primært været brugt som et redskab i sprogundervisningen. Dette gælder både for den offentlige undervisning i Kina, og for indlæringen af kinesisk som fremmedsprog, f.eks. når vi lærer kinesisk her i Danmark.[kilde mangler]

I dag er det sandsynligvis gennem computer-brug at pinyin mest flittigt bliver benyttet.

## Eksempler på transskription
1)你说大路在哪儿. 2)你说大陆在哪儿.

Begge sætninger skrives i pinyin som, nǐ shuō dà lù zài nǎ ér ?.

Oversættelserne er 1)Hvor siger du hovedvejen ligger? og 2)Hvor siger du kontinentet ligger?
Transskriptionen af den kinesiske skrift er således ikke entydig, og dette gælder selvfølgelig også for talt kinesisk. Så vidt vides[kilde mangler] findes der dog ikke bøger skrevet i pinyin, selvom det umiddelbart skulle være lige så let at forstå en sådan bog, som det ville være at forstå en samtale, eller et lydbånd.
Et ofte citeret, og ofte diskuteret, eksempel på lydgengivelse af kinesisk, er en lille tekst af Zhào Yuánrèn: 'Den løve-spisende poet i stenhulen'. I pinyin er titlen 'Shī Shì shí shī shǐ', og den korte tekst, på omkring 92 tegn, er skrevet udelukkende med tegn hvis udtale er én af de 4 shī shí shǐ shì.

## Toner
I pinyin bruges accenttegn over vokaler til at angive de fire toner i standard kinesisk.
1. Den første tone angives ved at skrive en macron (ˉ) over vokalen:

ā (ɑ̄) ē ī ō ū ǖ Ā Ē Ī Ō Ū Ǖ
2. Den anden tone angives ved at skrive en accent aigu (ˊ) over vokalen:

á (ɑ́) é í ó ú ǘ Á É Í Ó Ú Ǘ
3. Den tredje tone angives ved at skrive en háček (ˇ). Det er ikke den runde breve (˘), men breve bruges nogle gange hvis fonten ikke har háček.

ǎ (ɑ̌) ě ǐ ǒ ǔ ǚ Ǎ Ě Ǐ Ǒ Ǔ Ǚ
4. Den fjerde tone angives ved at skrive en accent grave (ˋ):

à (ɑ̀) è ì ò ù ǜ À È Ì Ò Ù Ǜ
5. Den sidste og neutrale tone angives ved ikke at skrive noget accenttegn:

a (ɑ) e i o u ü A E I O U Ü

Man skriver kun pinyin med accenttegn i lærebøger og lignende hvor det er vigtigt at angive den korrekte udtale. Det klassiske eksempel hvor eneste forskel på udtalen af fem forskellige ord er betoningen: